# Flora Food Group
Flora Food Group, bis August 2024: Upfield Holdings, ist ein multinationaler Lebensmittelhersteller mit Fokus auf pflanzliche Brotaufstriche (vor allem Margarine), mit Hauptsitz in Amsterdam, Niederlande. Das Unternehmen entstand durch Abspaltung und Verkauf der ehemaligen Brotaufstrichsparte des Unilever-Konzerns.
Die Flora Food Group bezeichnet sich selbst als führend in mehr als 100 Ländern. Sie verfûgt (Stand Juni 2025) weltweit über 15 Produktionsstätten. In Deutschland betreibt das Unternehmen Werke in Kleve und in Pratau.

## Geschichte
1869 entwickelte der französische Chemiker Hippolyte Mège-Mouriès im Auftrag der französischen Regierung unter Napoleon III. den ersten pflanzenbasierten Brotaufstrich (Margarine). Zwei Jahre später erwarb der niederländische Unternehmer Anton Jurgens das Patent und begann mit der Margarineproduktion im industriellen Maßstab in den Niederlanden und Deutschland. Sein Unternehmen fusionierte 1927 mit dem Familienunternehmen van den Bergh zur Margarine Union und 1929/30 mit der Seifenfabrik Lever zu Unilever. Im Dezember 2017 kündigte Unilever an, seine Margarine- und Brotaufstrichsparte zu verkaufen. Der Verkauf wurde am 2. Juli 2018 abgeschlossen. Mit Ausnahme des Südafrikageschäfts, das an Remgro ging, wurde der Geschäftszweig an den Finanzinvestor KKR verkauft, der ihn als Upfield Holdings weiterführt. Im September 2024 wurde die Firma und der Außenauftritt in Flora Food geändert.

## Marken
Zu den bekanntesten der weltweit über 100 Marken des Unternehmens zählen in Deutschland Becel, Lätta, Sanella und Rama, in der Schweiz auch Sais und in Österreich Flora Plant.

## Mogelpackung des Jahres 2022
Die Verbraucherzentrale Hamburg erklärte die ehemalige Margarine Rama am 23. Januar 2023 zum Gewinner des Negativpreises „Mogelpackung des Jahres“. Grund ist, dass 2022 der Fettgehalt bei gleichbleibendem Produktpreis gesenkt wurde. Außerdem wird das Streichfett seit dem Jahr 2022 mit 400 statt 500 Gramm Inhalt, ebenfalls zum selben Preis, in einer gleich großen Dose verkauft. Das Produkt wurde so alleine durch die Inhaltsreduzierung um 25 Prozent teurer, kritisierte die Verbraucherzentrale. Bei einer Abstimmung im Internet bekam das Streichfett die meisten Stimmen von allen nominierten Produkten. 34.293 Menschen stimmten diesmal online ab, etwa doppelt so viele Teilnehmer wie im Vorjahr. Die Liste der Nominierten geht auf 2022 gegebene Hinweise und Beschwerden von Verbrauchern zurück.